# 張守謙
張守謙（16世紀—17世紀），字斯豫，廣東廣州府從化縣水西人，明朝政治人物。

## 生平
張守謙是隆慶四年（1570年）庚午科廣東鄉試舉人，授贊皇教諭，萬曆二十年（1592年）陞大寧知縣，因忤逆上級降調廣信教授，署理永豐知縣，因病去世，士民都為他哀悼。他個性坦率豁達，喜讀書史，為官不貪錢財，寄情詩酒，有陶靖節風範。

## 引用
1. 1 2  民國《從化縣新志·人物志》：張守謙，字斯豫，繼先長子，舉隆慶庚午鄉試，授贊皇縣教諭，陞大寧令，以忤時左遷廣信諭，攝篆永豐，搆疾卒，士民哀之；謙坦率豁達，篤嗜書史，他無所介意，居官一錢不染，寄情詩酒，頗有陶靖節之風。